# Pleonaraius pachyskeles
Pleonaraius pachyskeles är en mångfotingart som beskrevs av Carl Graf Attems 1898. Pleonaraius pachyskeles ingår i släktet Pleonaraius och familjen orangeridubbelfotingar. Inga underarter finns listade i Catalogue of Life.